# Schweizerisches Kompetenzzentrum für Menschenrechte
Das Schweizerische Kompetenzzentrum für Menschenrechte (SKMR) ist ein universitäres Netzwerk mit Geschäftsstelle in Bern. Als Dienstleistungszentrum unterstützt es Behörden, Nichtregierungsorganisationen und die Privatwirtschaft bei der Umsetzung von internationalen Menschenrechtsverpflichtungen der Schweiz.
Ende 2022 beendet das Pilotprojekt SKMR nach elf Jahren seine Tätigkeit. Danach tritt eine ständige Nationale Menschenrechtsinstitution (NMRI) an seine Stelle.

## Gründung und Geschichte
Die Gründung des SKMR geht auf die Forderung von 100 Nichtregierungsorganisationen, Gewerkschaften, kirchlichen Institutionen und Persönlichkeiten im Sommer 2001 zurück. Sie forderten die Schaffung einer Nationalen Menschenrechtsinstitution in der Schweiz.
Es folgten im Dezember 2001 die parlamentarischen Initiativen von Vreni Müller-Hemmi im Nationalrat und Eugen David im Ständerat zur Schaffung einer «Eidgenössischen Kommission für Menschenrechte».  Der Bundesrat entschied am 1. Juli 2009, ein universitäres Dienstleistungszentrum als zeitlich beschränktes Pilotprojekt zu schaffen. Die Schaffung einer unabhängigen Nationalen Menschenrechtsinstitution wurde jedoch als verfrüht erachtet. Das SKMR wurde im Mai 2011 eröffnet.
Das Mandat des SKMR war ursprünglich auf eine Pilotphase von 2011 bis Ende 2015 begrenzt. Am 1. Juli 2015 wurde es vom Bundesrat für höchstens fünf Jahre verlängert und wird bis Ende 2020 weitergeführt.
Im Juni 2017 eröffnete der Bundesrat das Vernehmlassungsverfahren zum Gesetzesvorentwurf zur Unterstützung einer nationalen Menschenrechtsinstitution. Das Vernehmlassungsverfahren endete im Oktober 2017.
Fortsetzung siehe den Artikel über die Nationale Menschenrechtsinstitution

## Leistungen
Das SKMR bündelt seine Arbeit in sechs Themenbereichen und vier transversalen Schwerpunkten.
Die Themenbereiche sind
- Geschlechterpolitik
- Institutionelle Fragen
- Kinder- und Jugendpolitik
- Menschenrechte und Wirtschaft
- Migration
- Polizei und Justiz.

Die Schwerpunkte sind
- Menschenrechte am Arbeitsplatz
- Freiheitsbeschränkung und Freiheitsentzug
- Zugang zur Justiz
- Rechte besonders verletzlicher Gruppen in der Praxis.

Zu diesen Themenbereichen und Schwerpunkten bietet das SKMR als Dienstleistungszentrum Studien, Gutachten, Analysen sowie Tagungen und Weiterbildungen an. Zudem fördert es die öffentliche Diskussion über Menschenrechte und stellt Informationen zu Menschenrechtsthemen zur Verfügung.
Das SKMR arbeitet auf Auftragsbasis. Bis Ende 2018 hat es weit über 50 Studien und Gutachten veröffentlicht, dazu Broschüren und Handbücher zu verschiedenen Themen. Ebenso hat es über 50 Veranstaltungen, Workshops und Weiterbildungen organisiert.
Zu den Auftraggebern des SKMR gehören Institutionen wie Haftanstalten, Altersorganisationen, Unternehmen, Kindes- und Erwachsenenschutzbehörden (KESB) und viele mehr. IN der Evaluation 2015 gaben 75 % der Befragten den Praxisnutzen des SKMR als "hoch" oder "sehr hoch" an.

## Struktur

### Themenbereiche
Jede Partneruniversität stellt Menschenrechtsexperten zur Verfügung. Diese arbeiten jeweils für einen der folgenden Themenbereiche:
- Polizei und Justiz (Universität Bern)
- Geschlechterpolitik (Universität Bern)
- Institutionelle Fragen (Universität Freiburg)
- Kinder- und Jugendpolitik (Universität Genf)
- Migration (Universität Neuenburg)
- Menschenrechte und Wirtschaft (Universität Zürich)

### Direktorium
Das Direktorium bestimmt die strategische Ausrichtung und beschliesst dessen Geschäftsreglement und Arbeitsprogramme. Ausserdem koordiniert das Direktorium die Arbeit der Themenbereiche und überprüft die Qualität der Aktivitäten des SKMR. Das Direktorium setzt sich zusammen aus je zwei Personen der Partneruniversitäten sowie dem Direktor, welcher den Vorsitz hat.

### Direktor
Der Direktor nimmt die Gesamtkoordination der Aktivitäten des SKMR wahr und vertritt das Kompetenzzentrum nach aussen. Insbesondere stellt der Direktor die Kohärenz und Qualität der Aktivitäten des SKMR sicher. Direktor des SKMR ist Jörg Künzli. Er löste Walter Kälin am 1. Januar 2016 ab.

### Geschäftsstelle
Die Geschäftsstelle ist Ansprechstelle des SKMR für sämtliche Anfragen und Mandate. Sie koordiniert die Umsetzung der Projekte, organisiert den Informationsaustausch und unterstützt die Themenbereiche in operativen Belangen. Zu den Aufgaben der Geschäftsstelle gehören zudem die interne und externe Kommunikation.

### Lenkungsausschuss
Der Lenkungsausschuss setzt sich aus Vertretern des Bundes zusammen. Der Lenkungsausschuss genehmigt den jährlichen Leistungsvertrag und kontrolliert die Verwendung der Mittel aus der Grundfinanzierung.

### Beirat
Der Beirat wird von Persönlichkeiten aus Verwaltung, Politik, Zivilgesellschaft und Wirtschaft gebildet. Er berät das Direktorium zu dessen strategischer Ausrichtung und kann Empfehlungen an das Direktorium abgeben. Beiratspräsident ist alt Ständerat Eugen David.

## Finanzierung
Das SKMR erhält eine jährliche Grundfinanzierung des Bundes. Für diese erbringt das SKMR Dienstleistungen im Rahmen einer Leistungsvereinbarung. Darüber hinaus erfüllt das SKMR Mandate von öffentlichen Behörden, NGOs und der Privatwirtschaft. Die Universitätskantone stellen die Infrastruktur zur Verfügung. Zudem sind die Mitglieder des Direktoriums teilweise in erheblichem Umfang ehrenamtlich tätig.